# John Hodge
John Hodge (Glasgow, 1964) è uno sceneggiatore e drammaturgo britannico.

## Biografia
Noto per le sue collaborazioni con Danny Boyle, Hodge è nato e cresciuto a Glasgow, in Scozia. Proviene da una famiglia di medici e ha continuato la tradizione di famiglia studiando medicina all'Università di Edimburgo. Hodge ha iniziato a scrivere sceneggiature dopo aver incontrato il produttore Andrew Macdonald all'Edinburgh Film Festival nel 1991. Si è trasferito a Londra dopo aver scritto la sceneggiatura di Piccoli omicidi tra amici, rinunciando alla medicina per concentrarsi sulla scrittura.

## Filmografia parziale
- Piccoli omicidi tra amici (Shallow Grave) (1994)
- Trainspotting (1996)
- Una vita esagerata (A Life Less Ordinary) (1997) - soggetto
- The Beach (2000)
- Il risveglio delle tenebre (The Seeker) (2007)
- The Sweeney (2012) - soggetto
- In trance (Trance) (2013)
- The Program (2015)
- T2 Trainspotting (2017)
- Harry Palmer - Il caso Ipcress (The Ipcress File) – miniserie TV, 6 puntate (2022)

## Teatro
- Collaborators (2011)

## Premi
- 1995: BAFTA alla migliore sceneggiatura non originale (Trainspotting)
- 1996: Oscar alla migliore sceneggiatura non originale (Trainspotting)
- 2012: Laurence Olivier Award alla migliore nuova opera teatrale (Collaborators)